# SV Preußen Elsterwerda
SV Preußen Elsterwerda is een Duitse voetbalclub uit Elsterwerda, Brandenburg.

## Geschiedenis

### Voor WOII
De club werd opgericht in 1909 als SC Preußen 1909 Biehla. Tot 1940 was Biehla een zelfstandige gemeente en werd daarna deel van Elsterwerda. Na de Eerste Wereldoorlog speelde de club in de Kreisliga Nordwestsachsen, waar de Elbe-Elster competitie als tweede klasse fungeerde. Na 1923 werd de Kreisliga afgevoerd en de competitie als Gauliga Elbe-Elster terug opgewaardeerd tot hoogste klasse. De competitie was nog in twee groepen opgedeeld en de club werd groepswinnaar en won ook de titelfinale van SV Vorwärts Falkenberg. Hierdoor plaatste de club zich voor de Midden-Duitse eindronde, waar ze verloren van Riesaer SV 03. In 1925 voltrok zich eenzelfde scenario. In 1928 werd de club opnieuw kampioen, toen de competitie nog maar uit één reeks bestond. In de eindronde verloren ze met zware 11-1 cijfers van SpVgg 06 Falkenstein. Ook in 1929 verloor de club in de eindronde, nu van Naumburger SpVgg 05. Na 1930 werd de competitie onderdeel van de Gauliga Mulde. De competitie bleef wel apart bestaan, het enige verschil was dat de kampioen nu eerst tegen de kampioen van Mulde moest spelen alvorens aan de eindronde te kunnen deelnemen. Biehla werd nog kampioen in 1931 en 1933 maar stuitte in de titelfinale telkens op VfL Bitterfeld.
Na 1933 werd de competitie geherstructureerd. De Midden-Duitse bond werd ontbonden en de vele competities werden vervangen door de Gauliga Mitte en Gauliga Sachsen. De clubs uit Elbe-Elster werden te licht bevonden voor zowel de Gauliga Mitte als de Bezirksklasse Halle-Merseburg, die de nieuwe tweede klasse werd. De club ging nu in de 1. Kreisklasse Elbe-Elster spelen en slaagde er niet meer in te promoveren. 

### Na WOII
Na de Tweede Wereldoorlog werd de club ontbonden en weer heropgericht als SG Biehla. In 1948 werd de naam Schwarz-Gelb Biehla aangenomen en in 1949 BSG Konsum Biehla. In 1951 werd het BSG Motor Elsterwerda-Biehla.
In 1974 fuseerden de sportclubs uit Elsterwerda tot TSG Elsterwerda 74. Na de Duitse hereniging werd de naam gewijzigd in FC Rot-Weiß Elsterwerda, later SV Elster 08 Elsterwerda. In Biehla wilde men echter ook opnieuw een voetbalclub en zo werd op 30 oktober 1990 SV Preußen Elsterwerda-Biehla boven de doopvont gehouden. In 2011 fuseerde de club met SV Elster 08 en werd zo SV Preußen Elsterwerda.

## Erelijst
Kampioen Elbe-Elster
1924, 1925, 1928, 1929, 1931, 1933